# Константин Корњакт
Константин Корњакт (грч. Κωνσταντίνος Κορνιακτός; Ираклион, 1517 — Лавов, 1. август 1603) био је молдавско-грчки трговац, племић (шљахта) и грађанин Лавова. Као трговац активан је био по Централној и Источној Европи. Закупац је краљевске путарине; у име краља је прикупљивао царине и порез. За свога времена био је најбогатији грађанин Лавова и ктитор, власник више села и оснивач династије Корнијакта.

## Историја
Константин Корњакт, по роду Грк, рођен је у Кандији (данас Ираклион) на отоку Крета 1517. Као млад се преселио у Цариград, где 1540. постане богат трговац. После Цариграда сели се у Кнежевину Влашку, и око 1560. у град Лавов, где је преузео посао старијег брата Михајла. Краљ Пољске Сигисмунд II Август даје му назив шљахте (племство) 12. фебруара 1571, породица Корњакта добија и свој грб.
Као трговац бавио се са међународном трговином, углавном између Османског царства и немачких земља. Трговао је вином, текстилом, памуком, медом, кожом. Био је и кредитор пољског краља.
Религија
Око 1569. постане члан православнога братства у граду Лавов. 1586. постане један од двадесет члана основатеља Успењскога православнога братства и на молбу патријарха Јеремије (1572) подржао је изградњу Успењске цркве у Лавову (Корњактов торањ цркве). Подржавао је и братску школу, типографију Ставропигиискога братства, плачао (католичком) магистрату судне порезе православних мештана; Лавов је тада био део католичке Државне заједнице Пољске и Литваније. Финансирао је и православну фракцију варшавскога Сејма.
Умро је 1. августа 1603. и сахрањен је у крипти Успењске цркве у Лавову.

## Породица
Око 1575. оженио је Ану Џедушку (Русинка). Са њом је имао сина Александра, Константина и Михајла, са ћеркама Катарина, Ана, Софија и још једна Катарина. Након његове смрти породица се полонизирала и прешли су на католичку веру.
- Грб династије Корњакта
- Типографски печат лавовкога православнога братства
- Корњактов торањ на Успењској цркви у Лавову